# Dưa Triều Tiên
Dưa Triều Tiên hay còn gọi là chamoe (tiếng Triều Tiên: 참외), là một loại dưa chủ yếu được trồng ở bán đảo Triều Tiên. Dưa thường dài khoảng 1m (15 cm) và nặng khoảng 1 pound (0,45 kg). Nó mịn, thuôn với sọc trắng chạy theo chiều dài thân, thịt trắng, vị ngọt, và khoang hạt chứa đầy hạt nhỏ màu trắng. Mặc dù hầu hết quả dưa Triều Tiên được bán đều có màu vàng, nhưng có nhiều loại màu xanh lá cây hoặc màu ngà. Hương vị đã được miêu tả như là sự kết hợp giữa dưa bở ruột xanh và dưa leo. Quả thường được ăn tươi; với vỏ mỏng và hạt nhỏ, có thể ăn được toàn bộ. Dưa được ăn với một loại gia vị phổ biến ở Hàn Quốc, được gọi là chamoe jangajji.